# Mata Hari (пісня, 2021)
«Mata Hari» — пісня азербайджанської співачки Саміри Ефенді. Представляла Азербайджан на Євробаченні 2021 року в Роттердамі, Нідерланди.

## Євробачення

### Внутрішній відбір
20 березня 2020 року азербайджанський мовник İTV підтвердив, що Саміра Ефенді представлятиме Азербайджан на конкурсі 2021 року. Тизер для «Мата Харі» опублікували 11 березня 2021 року на офіційному YouTube-каналі Євробачення.

### На Євробаченні
65-е Євробачення відбудеться в Роттердамі, Нідерланди, і складатиметься з двох півфіналів 18 травня та 20 травня 2021 року та великого фіналу 22 травня 2021 року. Згідно з правилами Євробачення, всі країни-учасниці, крім країни-господарки та країн «Великої п'ятірки», повинні кваліфікуватися з півфіналів для участі у фіналі. 17 листопада 2020 року оголосили, що Азербайджан виступить у другій половині першого півфіналу конкурсу.